# Helius (Eurhamphidia) abnormalis
Helius (Eurhamphidia) abnormalis is een tweevleugelige uit de familie steltmuggen (Limoniidae). De soort komt voor in het Oriëntaals gebied.